# Membra Jesu nostri
Membra Jesu nostri, mit vollem Titel: Membra Jesu nostri patientis sanctissima (lateinisch, „Die allerheiligsten Gliedmaßen unseres leidenden Jesus“) ist ein Zyklus von sieben Passions-Kantaten des dänisch-deutschen Barockkomponisten Dieterich Buxtehude (BuxWV 75).

## Entstehung

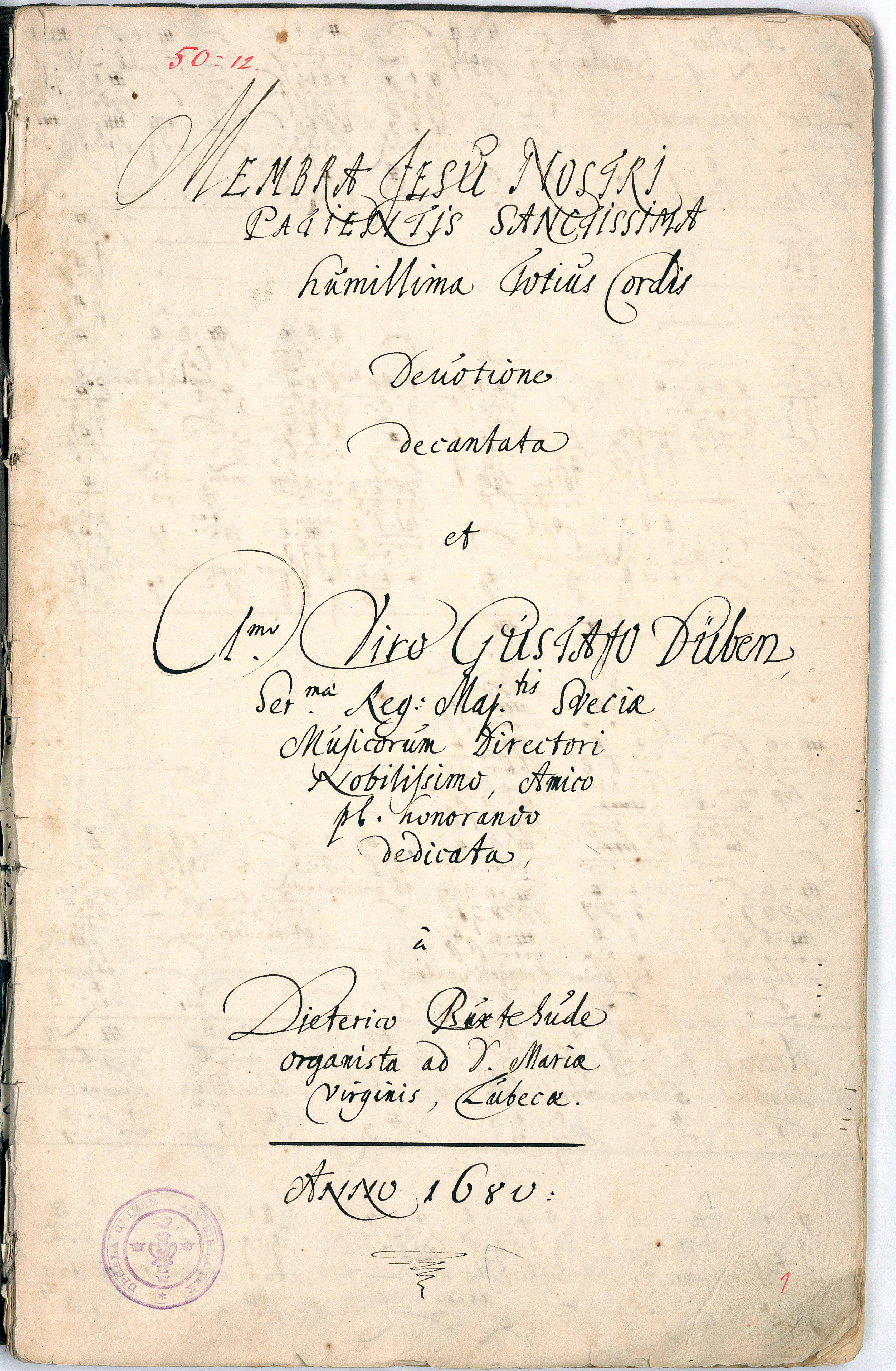
Titelblatt der Tabulatur mit Widmung an Düben

Buxtehude schrieb das Werk 1680. Überliefert ist es in einer autographen Tabulatur-Handschrift, die sich in der Sammlung des Stockholmer Hofkapellmeisters und Organisten Gustav Düben erhalten hat. Dieser war mit Buxtehude befreundet und auch der Widmungsträger des Werkes.
Der Text des Werkes kombiniert Bibelverse mit Versen einer mittelalterlichen Andachtsdichtung, die zu Buxtehudes Zeit unter dem Namen Domini Bernhardi Oratio Rhythmica (Herrn Bernhards Reimgebet) bekannt war und als Werk des heiligen Bernhard von Clairvaux angesehen wurde, heute aber Arnulf von Löwen zugeschrieben wird. Diese Dichtung besteht aus sieben Teilen, die in aufsteigender Reihenfolge einer Körperpartie des Gekreuzigten gewidmet sind: Füße, Knie, Hände, Seite, Brust, Herz, Gesicht. Jeder Teil hat fünf zehnzeilige Strophen (der dem Herz gewidmete Teil sieben), von denen jede wieder in zwei fünfzeilige Halbstrophen unterteilt ist. Der siebte Teil Salve caput cruentatum hatte schon Paul Gerhardt als Vorlage für das Kirchenlied O Haupt voll Blut und Wunden gedient, das der Passionchoral schlechthin wurde und auch von Johann Sebastian Bach in der Matthäus-Passion verwendet wurde. Auch Paul Gerhardts Lieder Sei mir tausendmal gegrüßet und O Herz des Königs aller Welt sind Übertragungen des ersten bzw. sechsten Teils dieses Zyklus. Als mögliche Textvorlage für Buxtehude gilt eine lateinisch-deutsche Ausgabe von Joseph Wilhelmi, die 1633 erstmals erschien.
Aus den jeweils zehn oder vierzehn Halbstrophen jedes Teils der Rhythmica Oratio wählte der Kompilator (vermutet wird Buxtehude selbst) für jeden Körperteil jeweils drei aus. Als Rahmen für die drei Halbstrophen wählte er passende Bibelstellen aus, die sich auf den jeweiligen Körperteil bezogen.

## Aufbau
Der Zyklus besteht der literarischen Vorlage entsprechend aus sieben einzelnen Kantaten, die in aufsteigender Reihenfolge einer Körperpartie des Gekreuzigten gewidmet sind.
Die einzelnen Kantaten haben in der Regel den folgenden Aufbau:
- Sonata: instrumentale Einleitung
- Concerto: Bibelwort, das auf das jeweilige Körperteil hinweist (meist dem Alten Testament entnommen), als Chorstück (meist SSATB, in Kantate 5 ATB, in Kantate 6 SSB, wobei der „Chor“ aus den Solosängern bestehen kann)
- drei musikalisch ähnliche bis identische Arien auf den Text von drei Halbstrophen der Oratio Rhythmica (meistens zwei Soli und ein Terzett) mit dazwischen liegenden Instrumentalritornellen
- Wiederholung des Concerto

| Nr. | Titel     | Übersetzung    | Bibelwort              | Bibelstelle  | Strophenbeginn            |
| --- | --------- | -------------- | ---------------------- | ------------ | ------------------------- |
| 1   | Ad pedes  | An die Füße    | Ecce super montes      | Nah 2,1      | Salve, mundi salutare     |
| 2   | Ad genua  | An die Knie    | Ad ubera portabimini   | Jesaja 66,12 | Salve Jesu, rex sanctorum |
| 3   | Ad manus  | An die Hände   | Quid sunt plagae istae | Sach 13,6    | Salve Jesu, pastor bone   |
| 4   | Ad latus  | An die Seite   | Surge amica mea        | Hld 2,13–14  | Salve latus salvatoris    |
| 5   | Ad pectus | An die Brust   | Sicut modo geniti      | 1 Petr 2,2–3 | Salve salus mea, deus     |
| 6   | Ad cor    | An das Herz    | Vulnerasti cor meum    | Hld 4,9      | Summi regis cor aveto     |
| 7   | Ad faciem | An das Gesicht | Illustra faciem tuam   | Ps 31,17     | Salve, caput cruentatum   |

Der Grundaufbau wird in den Rahmenkantaten 1 und 7 variiert durch stärkeren Choreinsatz, der ihnen besonderes Gewicht verleiht, während die Kantaten 5 und 6, die der Brust und dem Herzen gewidmet sind, kleiner besetzt sind als die übrigen, um die Innerlichkeit dieser Teile zu betonen. Im Einzelnen weichen die Kantaten wie folgt von dem Grundschema ab:
- In Kantate 1 folgt auf die Wiederholung des Concertos eine Wiederholung der ersten Arie im Chorsatz.
- In Kantate 5 und 6 wird das Bibelwort dreistimmig gesungen, alle Halbstrophen sind Soloarien.
- Die Kantate 6 (An das Herz), „das Herzstück des gesamten Zyklus“[3] wird von einem fünfstimmigen Gamben-Consort begleitet.
- In Kantate 7 singt der Chor die dritte Halbstrophe. Anschließend wird nicht das Concerto wiederholt, sondern es folgt ein abschließender Chorsatz Amen.

Die Aufführungsmaterialien, die Gustav Düben aus der originalen Tabulatur anfertigte, zeigen, dass zumindest er das Werk nicht im zyklischen Zusammenhang, sondern zu unterschiedlichen Zeiten aufführte. Auf die Absichten Buxtehudes kann hieraus allerdings nicht geschlossen werden.

## Besetzung
Fünf Gesangsstimmen (Sopran I/II, Alt, Tenor, Bass mit Ensemble- und Solo-Aufgaben), Violine I/II, Violone (in der 6. Kantate stattdessen ein fünfstimmiges Gamben-Ensemble), Basso continuo
Gustav Düben fügte, möglicherweise der damaligen Aufführungspraxis entsprechend, dem originalen Stimmensatz eine „Complemento“ betitelte, mittlere Streicherstimme hinzu, die heutzutage üblicherweise nicht für Aufführungen berücksichtigt wird.

## Bedeutung
Die Membra Jesu nostri sind Musterbeispiele der hochbarocken „Concerto-Aria-Kantate“. Hervorzuheben ist sowohl ihre formale Geschlossenheit als auch ihre starke Expressivität. Zahlreiche Musiker auf dem Gebiet der historischen Aufführungspraxis haben Aufführungen und Einspielungen dieses Werks vorgelegt, so dass es inzwischen zu den bekannteren Schöpfungen der Kirchenmusik gezählt werden kann.

## Aufnahmen
- Ton Koopman, Amsterdam Baroque Orchestra, Knabenchor Hannover. 1988, Erato 2292-45295-2
- John Eliot Gardiner, English Baroque Soloists, Monteverdi Choir. 1990, Archiv Produktion 447 298-2
- Diego Fasolis, Coro della Radio Svizzera Lugano, Sonatori della Gioiosa Marca, Accademia Strumentale Italiana, Roberto Balconi, Caterina Trogu, Roberta Invernizzi, Mario Cecchetti, Daniele Carnovich. 1994, Naxos, 8.553787
- Masaaki Suzuki, Bach Collegium Japan. 1997, BIS-CD-871
- Harry Christophers, The Sixteen. 2001, CKD 141
- René Jacobs, Concerto Vocale. 2003, Harmonia Mundi
- Konrad Junghänel, Cantus Cölln. 2005, Harmonia Mundi HMC 901912
- Wolfgang Katschner, Capella Angelica, Lautten Compagney, 2006, Raumklang RK 2403
- Jos van Veldhoven, The Netherlands Bach Society. 2006, Channel Classics, CCS SA 24006
- Hans-Christoph Rademann, Dresdner Kammerchor. 2007, Carus, Stuttgart, Carus 83.234
- Jörg Breiding, Knabenchor Hannover, Barockorchester L’Arco, Himlische Cantorey. 2008, Rondeau Production, Leipzig (ROP7006)